# Enzo Escobar
Enzo Sergio Escobar Olivares (ur. 10 sierpnia 1951) – piłkarz chilijski grający podczas kariery na pozycji obrońcy.

## Kariera klubowa
Karierę piłkarską Enzo Escobar rozpoczął w klubie Unión Española. Z Uniónem Española zdobył mistrzostwo Chile w 1977. W latach 1980–1987 był zawodnikiem klubu Cobreloa. 
Z Cobreloą trzykrotnie zdobył mistrzostwo Chile w 1980, 1982 i 1985 oraz Puchar Chile w 1983. Na arenie międzynarodowej Escobar dwukrotnie dotarł do finału Copa Libertadores w 1981 i 1982.

## Kariera reprezentacyjna
W reprezentacji Chile Escobar zadebiutował 6 października 1976 w zremisowanym 0-0 towarzyskim spotkaniu z Urugwajem. W 1979 wziął udział w Copa América, w którym Chile zajęło drugie miejsce, ustępując jedynie Paragwajowi. W tym turnieju Escobar wystąpił we wszystkich dziewięciu meczach: w grupie z Wenezuelą i Kolumbią, półfinale z Peru oraz w finale z Paragwajem.
Ostatni raz w reprezentacji Escobar wystąpił 30 marca 1982 w przegranym 0-1 towarzyskim meczu z Peru. Od 1976 do 1982 roku rozegrał w kadrze narodowej 25 spotkań.
W 1982 roku został powołany przez selekcjonera Luisa Santibáñeza do kadry na Mistrzostwa Świata w Hiszpanii. Na Mundialu Neira był rezerwowym i nie wystąpił w żadnym meczu.